# Na Liu (Tischtennisspielerin)
Na Liu (* 7. Februar 1983 in der Provinz Liaoning) ist eine britische Tischtennisspielerin chinesischer Herkunft. 

## Leben
Na Liu wuchs in der Provinz Liaoning auf. Ihr Vater war der Direktor einer Fußballakademie, ihre Mutter war eine ehemalige Tischtennisspielerin. Im Alter von sieben Jahren begann Na Liu selbst Tischtennis zu spielen. Sie wurde hierbei von ihrer Mutter trainiert. Sie erzielte rasch sportliche Erfolge. Erst auf Provinzebene, dann auf nationaler Ebene. 
Durch ihren Vater, der eine Fußballmannschaft seiner Akademie zu einem Turnier nach Nordirland begleitete, lernte sie das Land kennen und entschied sich dort zu studieren. 2001, im Alter von 18 Jahren, zog Na Liu nach Nordirland. 2008 erhielt sie die britische Staatsbürgerschaft. 2010 nahm sie für Nordirland an den Commonwealth Games in Delhi teil. 2012 gehörte sie der britischen Delegation bei den Olympischen Sommerspielen in London an.

## Turnierergebnisse
| Verband | Veranstaltung     | Jahr | Ort           | Land | Einzel       | Doppel        | Mixed | Team |
| ------- | ----------------- | ---- | ------------- | ---- | ------------ | ------------- | ----- | ---- |
| IRL     | Olympische Spiele | 2012 | London        | ENG  | keine Teiln. |               |       | 9    |
| IRL     | Pro Tour          | 2012 | Shanghai      | CHN  | letzte 64    |               |       |      |
| IRL     | Pro Tour          | 2012 | Almería       | ESP  |              | letzte 16     |       |      |
| IRL     | Pro Tour          | 2012 | Almería       | ESP  |              | letzte 16     |       |      |
| IRL     | Pro Tour          | 2011 | Stockholm     | SWE  | letzte 64    |               |       |      |
| IRL     | Pro Tour          | 2011 | Shenzen       | CHN  |              | letzte 16     |       |      |
| IRL     | Pro Tour          | 2011 | Almería       | ESP  | letzte 64    |               |       |      |
| IRL     | Pro Tour          | 2009 | Warschau      | POL  | letzte 64    |               |       |      |
| IRL     | Pro Tour          | 2009 | Bremen        | GER  | letzte 64    |               |       |      |
| IRL     | Pro Tour          | 2009 | Frederikshavn | DEN  | letzte 32    | Viertelfinale |       |      |
| IRL     | Pro Tour          | 2008 | Berlin        | GER  | letzte 64    |               |       |      |
| IRL     | Pro Tour          | 2008 | Salzburg      | AUT  | letzte 32    |               |       |      |
| IRL     | Weltmeisterschaft | 2009 | Yokohama      | JPN  | letzte 128   |               |       |      |